# 장래이행의 소
장래이행의 소란 변론종결시를 표준으로 하여 그 이후에 이행기가 장래에 도래하는 이행청구권을 주장하는 소이다(제251조).
따라서 청구적격이 인정되고, 미리 청구할 필요가 있는 경우에 한하여 허용된다.

## 판례
장래의 이행을 명하는 판결을 하기 위하여는 채무의 이행기가 장래에 도래하는 것뿐만 아니라 의무불이행사유가 그 때까지 존속한다는 것을 변론종결 당시에 확정적으로 예정할 수 있는 것이어야 하며 이러한 책임기간이 불확실하여 변론종결 당시에 확정적으로 예정할 수 없는 경우에는 장래의 이행을 명하는 판결을 할 수 없다